# ウィザード (ソフトウェア)
ウィザード（英: Wizard）とは、対話型のコンピュータプログラムであり、使用者に対して段階を踏襲しつつ複雑な作業を行わせるユーザインタフェイスである。一般的な考え方とは異なり、使用者は既定の順序で作業の処理を強いられるものの、複雑でそれほど頻繁に行わない作業の場合、ウィザードを使った方が簡単となることも多い。一部のオープンソースソフトウェアでは、ウィザードをドルイド (Druid) と呼ぶ。
ウィザードは1991年に Microsoft Publisher で最初に使われたとされる。ウィザードの一例はWindowsの「インターネット接続ウィザード」である。これは、どうコンピュータがインターネットに接続しているかについての情報を使用者に要求することによって、コンピュータのネットワーク設定を行う。2001年ごろまでに、ウィザードはエンドユーザの利用するOSでは一般的となった。macOSでは「アシスタント」と呼ばれ、「セットアップ・アシスタント」はMacintoshに最初に電源を入れたときに動作し、「ネットワーク・セットアップ・アシスタント」は前述の「インターネット接続ウィザード」と同様の働きをする。
航空券予約サイトのような、やり取りが長くなるウェブアプリケーションでも、ウィザードが使われる。Oracle Designer などのソフトウェアでもウィザードが多用されている。
対照的に、エキスパートシステムは問題を解決するために、人工知能または他の複雑なアルゴリズムを使用する傾向があり、一連の質問（通常Y / N方式）を通して誘導する。エキスパートシステムを、ウィザードを含むすべての問題解決プログラムを代表する一般のカテゴリと考える場合もある。
ユーザインタフェース設計の観点からの議論として、ウィザードはきわめてモーダル指向が強いという点が挙げられる。一般に、ユーザに状態を強いるモーダルなユーザインタフェースは良くなく、モードレスなほうが良いとする基本的な考え方がある（モード (ユーザインタフェース) の記事も参照のこと。むろん例外も多いが）。ウィザード方式を支持する意見は、しかしそれでも、「ウィザードは使いやすい」ので「使いやすさを優先すべき」というものである。